# 聖パトリックの青

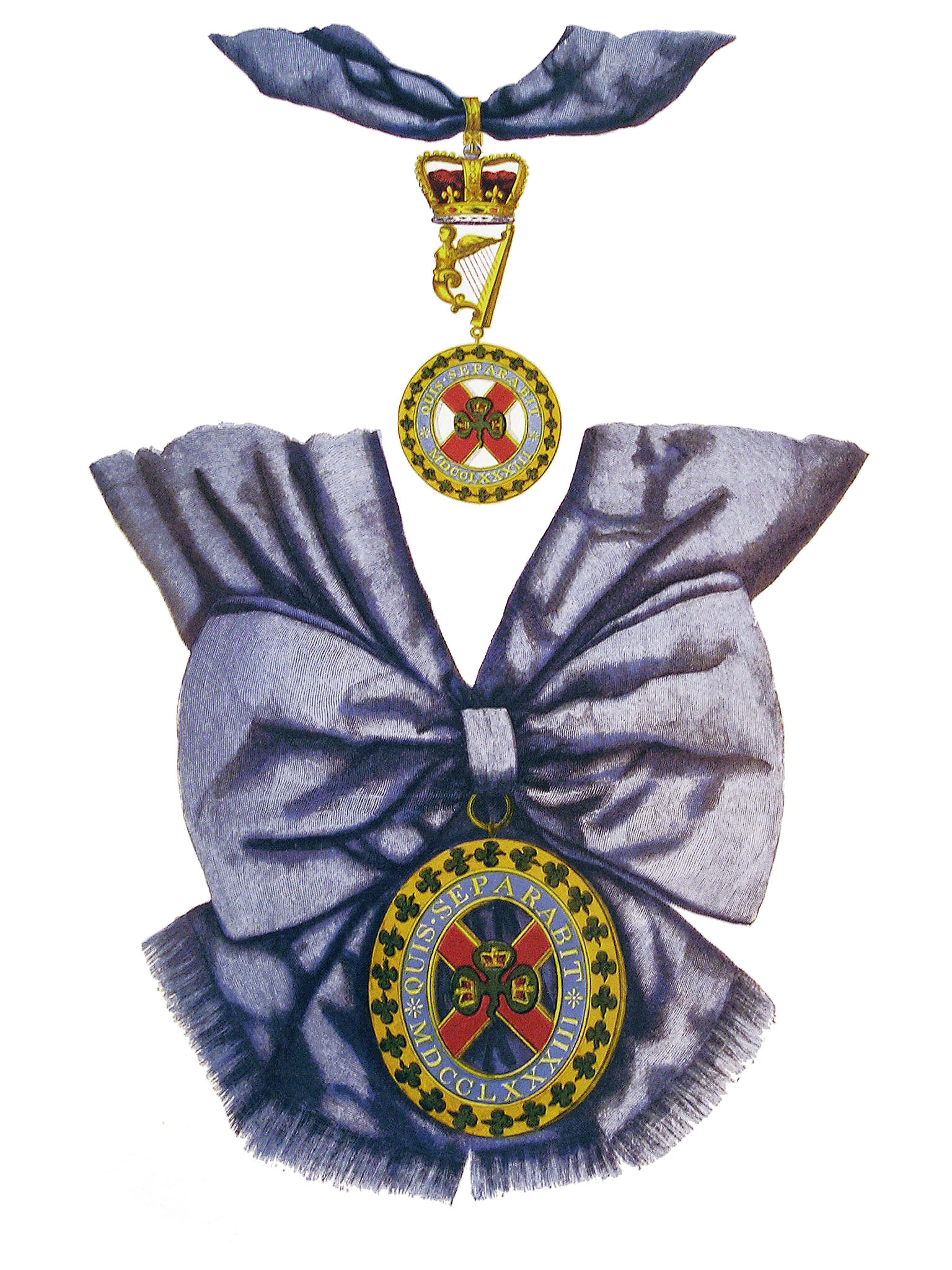
聖パトリック騎士団のバッジ

聖パトリックの青（せいパトリックのあお、セントパトリックスブルー、St. Patrick's blue）とは、アイルランドのシンボルであると考えられるいくつかの青系の色合いにたいして使われる名称である。英国の慣習においては、聖パトリック勲章と結び付けられる複数のスカイブルーの色調を指す。アイルランド共和国の現在の慣習では、これはより濃い色調を示すかもしれない。一方、緑色はいまではアイルランドの一般的なナショナルカラーであり、「聖パトリックの青」はいまだいくつかのシンボルで見ることができる。

## 歴史

### 起源
アイルランド神話において、アイルランドの君主Flaitheas Éireannは青いローブを着た女性として描かれていた。ミゼ (Mide) の旗 (flag of Mide) は青地であったが、その図案がアイルランドの紋章として使われたとき、その地はセーブルであった。

英国王旗において、アイルランドは青地にハープで表されている。

ヘンリー8世が自身をアイルランド王国の王であると宣言した際、その紋章は青地にハープであった。これはイギリス王旗 (Royal Standard of the United Kingdom) の左下に今日でも見ることができる。
聖パトリック勲章は1783年にアイルランド王国の最高勲章として設立されたが、大綬の色はその前に制定されたイングランドのガーター勲章のダークブルー、スコットランドのシッスル勲章の緑とは異なる色である必要があった。オレンジ団 (Orange Institution) からオレンジ色も考えられたが、あまりに偏りすぎていると感じられたことから結局、アイルランドの紋章のより淡い青が選ばれた。聖パトリック騎士と役職についていた人物たちは、「空色」のマントとリボン、「青」のラインが入った帽子、そして「青」のほうろうびきのバッジをつけていた。なお、「聖パトリックの青」の呼び名は一般的なものではあったが、騎士団によって公式に使われることは無かった。実際に使われた色調はその時々によって多岐にわたる。緑がかった空色はイーヴァー伯エドワード・セシル・ギネスによって1895年に使われ、1903年に確かな証拠がある 。これは英国においては現在でも通例となっている色である.。騎士団最後の生き残りであるグロスター公ヘンリーは1974年に死去したが、騎士団は現在も厳密に言えば存続している。
はたして青は、騎士団設立以前のアイルランドのナショナルカラーであったのか、さらにそれは騎士団とは別に聖パトリック自身と関連付けられるのかどうか、という議論がある。シェーン・レスリー (Shane Leslie) は聖パトリックの青緑を「しかし、すべての色の愛好者ケルト人によって使われたウォード染めの回想」かもしれないと推測している。コンスタンス・マルケビッチ (Constance Markiewicz) は青を「アイルランドの古の色」でありアイルランド市民軍 (ICA) の記章に取り入れられたと思っていた。北斗七星旗 (Starry Plough) であったICA旗の地は青であった。古史研究家でありナショナリストであったフランシス・ジョセフ・ビッガーは聖パトリックの青は「偽の色」であり、聖パトリック旗は「偽の旗」であると考えていた。近年では、ピーター・アルター (Peter Alter) やクリスティアン・マーオニー (Christina Mahony) は色の史的確実性を支持する一方、ブライアン・オクイーヴ (Brian Ó Cuív) はこれに疑問を呈している。パリのアイリッシュ・カレッジ (Irish College) は1776年に完成し2002年に修繕されたが、聖パトリックの青はチャペルの壁において見つけることができる。聖パトリックと緑色との関係については、1681年にトマス・ディナリー (Thomas Dinely) が、聖パトリックの祝日に人々は帽子に緑色のリボンの十字を着けている、と記している。

### 過去の使用
エドワード皇太子が1868年にアイルランドを訪問した際の"ナショナル・ボール"において、妻のアレクサンドラは「聖パトリックの青」のドレスを着ていた。アイルランド総督によってアイルランドの製造業者に向けて行われた1886年の園遊会においてはアイルランドをテーマとした服飾規定 (ドレスコード) があった。フリーマンズジャーナル (Freeman's Journal) はこの規定のいくつかについて従うのが難しいと批判し、一方で「"聖パトリックの青"のアイリッシュポプリンネクタイ—これについて私たちはむしろ特定の色合いの緑に見え—これなら多くの負担はないかもしれません。」と述べている。ガーディアンはこのパーティーを「新しい色である"聖パトリックの青"の展示はあちこちで見ることができた。」とレポートしている。
1912年の宮内長官に対する服飾規定では、アイルランド総督の家族は、国王がアイルランドにおりペイジ・オブ・オナー (Page of Honour) をすべきときは、聖パトリックの青 を着用すべしとしていた。
アイリッシュ・フットボール・アソシエーション (アイルランドサッカー協会、IFA。Irish Football Association) によって設立されたサッカーアイルランド代表 (Ireland national football team (1882–1950)) は、1882年から1931年までの間聖パトリックの青のジャージを着ていたが、その後は緑に変更している。現在のIFAチームは北アイルランドである。フットボール・アソシエーション・オブ・アイルランド (アイルランドサッカー協会、FAI) は1924年のオリンピックトーナメントにアイルランド自由国のチームを送り出したが、ブルガリアとの試合において聖パトリックの青のユニフォームに変更している。これはブルガリアのものが普段アイルランドが使用している緑色であったためである。
1930年代、ACA (Army Comrades Association) の聖パトリックの青色のシャツは、ブルーシャツというニックネームをこの組織にもたらした。これは準ファシストのシャツ着用運動で、敵対者リパブリカン (republican) と結び付けられる緑色への拒絶でもあった 。ブルーシャツの旗であったサルタイアーは白地である聖パトリック旗のバリエーションであり、これを青地に変えたものである。W・T・コスグレーヴ (W. T. Cosgrave) はこの色について「完璧であり、伝統的であり、私たちの歴史と国民的な一致をし、最も尊ばれそして崇拝されてきたわれらの守護聖人の記憶と密接に結びついている」と述べている。
アイルランド陸軍 (Irish Army) 軍楽隊における最初の制服は聖パトリックの青であった。しかしこれはすぐにネイビーに切り替えられている。1932年から48年までの式典騎兵であった騎馬護衛隊 (The Mounted Escort) は、そのユニフォームから「青色騎兵隊 (Blue Hussars)」とあだ名されていたが、この色はしばしば聖パトリックの青であると描写された。1970年から導入されたエアリンガスの客室乗務員と地上勤務員の制服 は緑と聖パトリックの青を結びつけており、アイリッシュ・タイムス (The Irish Times) ではこれを「きらめく新しい色」と書いている。1970年番の制服は、そのデザイン戦略である暗緑色、明るい緑、そして「強い青」という色調で一般的な企業イメージを高めた後、1975年に変更されている。

## 現在の使用

アイルランドの大統領旗

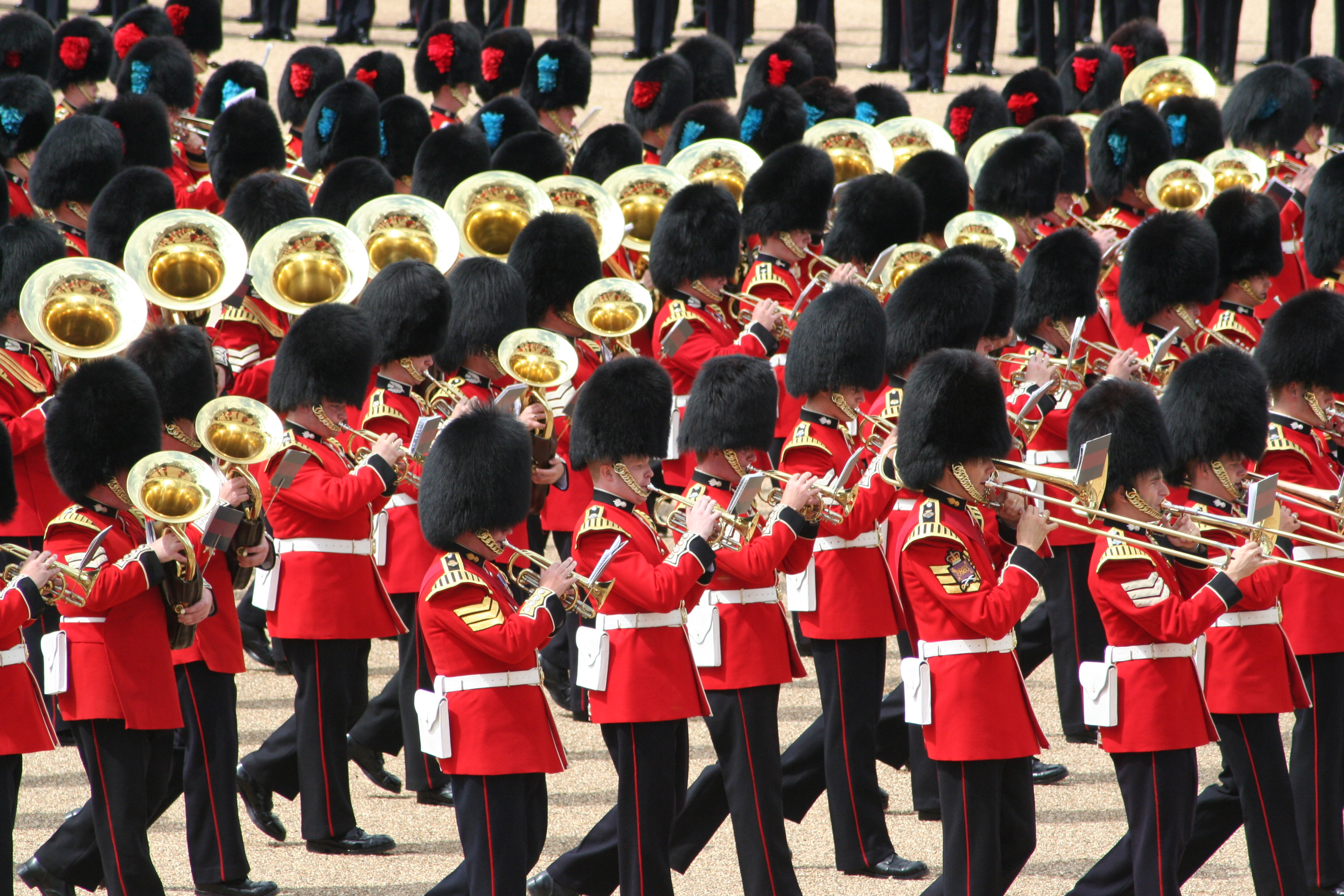
近衛歩兵連隊の軍楽隊。奥の方に聖パトリックの青のハックルを付けたアイリッシュガーズ軍楽隊が見える。

アイルランドの国章および大統領旗 (Presidential Standard (Ireland)) は、銀の弦を張った金のハープに下地は聖パトリックの青 (色調は16進表記:#23297A; RGB: 35, 41, 122) である。大統領専用車 (Presidential State Car) の色は「聖パトリックの青であり、一見すると黒に見えるネイビーブルー」である。前大統領メアリー・マッカリースはSuailceという名前の競走馬を保有しているが、大統領色である「聖パトリックの青と金」をつけて走っている 。
ユニバーシティ・カレッジ・ダブリンの公式スポーツカラーは「聖パトリックの青とサフランイエロー (Saffron)」であり、これは1910年に採用された。青は一般的には「光」もしくは「ダブリン」の青を表していると解釈されている。ゲーリック体育協会の地域カラー (カントリー・カラー。en:GAA county colours)においてダブリン県の色にはライトブルーが含まれている。アイルランド国立大学のアカデミックドレスの規定は聖パトリックの青であるが、これは科学分野の色である。獣医学についてはより黒い青である「ケルトの青 (セルティック・ブルー)」を使っている。アイルランド王立外科医学院のアカデミックドレスも聖パトリックの青とされている。ダブリンのトリニティ・カレッジのフェンシング部はそのアジュールの色を「聖パトリックの青」と定めている(大統領のペナントとしてパントン295番。原文はPantone 295 as the Presedential [sic] Pennant)。
聖パトリックの青のハックル (帽子に付ける羽根飾り／en:hackle) は、イギリス陸軍のアイルランド部隊、アイリッシュガーズ (Irish Guard) のベアスキン (黒毛皮帽／bearskin) と、ロンドン・アイリッシュライフルズ (London Irish Rifles) のコウビーンに付けられている。ダブリンの聖パトリック大聖堂は、聖パトリック騎士団と聖パトリックの青とのその史的関連性を、聖歌隊のカソックと、首席司祭と教区司祭の聖職者用カラーによって記念している。
国境を越えたアイルランド旗 (Cross-border flag for Ireland) は、アイルランド共和国と北アイルランド双方のスポーツチームを結合させるところで必要であるかもしれない。背景に聖パトリックの青を持つ4つのアイルランドの地方の紋章は、時にはこの目的にかなったものであった。